# Анастасьєвське сільське поселення (Шегарський район)
Анаста́сьєвське сільське поселення (рос. Анастасьевское сельское поселение) — сільське поселення у складі Шегарського району Томської області Росії.
Адміністративний центр — село Анастасьєвка.
Населення сільського поселення становить 2827 осіб (2019; 3035 у 2010, 3281 у 2002).

## Склад
До складу сільського поселення входять:
| Населений пункт      | Населення, осіб (2002) | Населення, осіб (2010) |
| -------------------- | ---------------------- | ---------------------- |
| Анастасьєвка, село   | 634                    | 625                    |
| Вороновка, село      | 1231                   | 1180                   |
| Гингазово, село      | 285                    | 238                    |
| Кузнецово, присілок  | 57                     | 37                     |
| Маркелово, село      | 698                    | 624                    |
| Ніколаєвка, присілок | 71                     | 54                     |
| Тетяновка, присілок  | 252                    | 235                    |
| Тизирачево, присілок | 53                     | 42                     |